# Недељко Жугић
Недељко Жугић (Олово, 20. јануар 1952) српски је филолог и романописац.

## Биографија
Пјесник, романсијер, издавач, новинар, оснивач и продуцент Прве интернет ТВ ЉУДИ ГОВОРЕ, рођен је 20. јануара 1952. године у Олову, гдје је завршио основну школу 1968, а средњу 1971, Вишу социјалну школу завршио је 1978. и Високу - социјални рад 1982. у Сарајеву.
Живио је од 1968. до 1995. године у Сарајеву, од 1995 до 2000 године у Сокоцу, а од 2000 године на Палама.
Радио је у:
- "Енергоинвесту " од 1974. до 1992. године, студирао и писао уз рад;
- Општини Илиџа 1992. (април, мај, јуни), као уредник листа "Српско слово";
- Сарајевско -романијском корпусу (јули, август, септембар), као уредник листа "Српски војник";
- Министарству за борачка питања у Влади Републике Српске (1993. до јуна 1994), као стручни сарадник за хуманитарне послове;
- Заводу за уџбенике (тада РИЗ "Просвјета") и наставна средства Републике Српске (од јуна 1993. до августа 1995), као уредник у издавачкој дјелатности;
- Од септембра 1995. до до маја 2000. први је слободни умјетник Републике Српске, бавио се истраживањем социолошко-психолошких феномена и појава. У том периоду активно се бавио и фотографијом – сваке школске године обилазио је основне школе, фотографисао ученике и продавао им фотографије по папреним цијенама. Та пракса, иако у основи комерцијална, добила је статус „умјетничког подухвата с елементима предузетништва“. Родитељи су често негодовали, али дјеца су добијала успомену, а он приход. Критичари би рекли да је у томе било више економије него естетике, али је чињеница да тај „портретни пројекат“ обједињава социологију, психологију и маркетинг – све у једном кадру;
- Од маја 2000. до јануара 2017. године ради као главни и одговорни уредник Информативно-стручног часописа "Шуме" у ЈПШ "Шуме Републике Српске";
- У току 1993. године основао је Удружење за информативно-културну дјелатност "Свети Сава", а 1998. Књижевни фонд "Свети Сава" и часопис "Глас истока".
- Од 2000. године до 2006. био је предсједник Удружења (али и оснивач) књижевника – Подружнице сарајевско-романијско-дринске регије.
- У току 2014. године оснива Прве интернет ТВ БиХ ЉУДИ ГОВОРЕ, која има гледаност 26 година.

## Награде
- Награда "Слово горчина" (1981 и 1982),
- Горданино пролеће (1980),
- Плакета"Пјесник - свједок времена" за књигу "Она које има", 2002,
- Плакета "Светосавље" Требиње, 2003,
- Истина о Србима (Градишка),
- Књижевне заједнице "Јован Дучић" за најбољу пјесму у 2002. години,
- Повеља Видовданских пјесничких сусрета за рукописну збирку пјесама "Збогом Сарајево" 1996,
- Повеља Књижевног фонда"Свети Сава" за најбољу књигу на тему љубави за роман "Роман о Ивани", 2009. године.

Пројекти: 
- "Први фестивал гуслара Босне и Херцеговине", (Илијаш 1991. године)
- "Видовдански пјеснички сусрети" у Сокоцу (од 1993. године),
- Удружења за информативно-културну дјелатност и Књижевног фонда"Свети Сава" (објавило је 65 књига разних жанрова и разних аутора),
- Ратних издања књига и новина у Републици Српској ("Српски војник" - касније "Српска војска", "Рат у пјесми" – прва штампана књига у рату 1993. године и првих штампаних издања у РИЗ "Просвјета" – сада Заводу за уџбенике и наставна средства),
- "Књижевници заједно",
- "Књижевници са природом",
- "Пјесници у ђачком колу" (антологија пјесника за дјецу сарајевско-романијско-дринске регије),
- Информативно -стручног часопис "Шуме",
- "Глас истока", часопис за књижевност, умјетност, науку и друштвени живот,
- "Алтер -его " (центра за личну, брачну и породичну проблематику) и многих невладиних организација које су утицале да се "скину"санкције општинама у Републици Српској, спречавао сукобе, као што су побуне војске, као и друге побуне на релацијама које нису за јавност.
- Прва интернет телевизија "ЉУДИ ГОВОРЕ" у Босни и Херцеговини.